# Teixeira de Freitas (Bahia)
 (août 2024).
Si vous disposez d'ouvrages ou d'articles de référence ou si vous connaissez des sites web de qualité traitant du thème abordé ici, merci de compléter l'article en donnant les références utiles à sa vérifiabilité et en les liant à la section « Notes et références ».
Pour les articles homonymes, voir Freitas.
Teixeira de Freitas est une ville brésilienne du sud de l'État de Bahia. Elle se situe par une latitude de 17° 32' 06" sud et par une longitude de 39° 44' 31" ouest, à une altitude de 86 mètres. Sa population était estimée à 155 659 habitants en 2014. La municipalité s'étend sur 1 154 km2.

## Maires
| Période | Période | Identité        | Étiquette | Qualité |
| ------- | ------- | --------------- | --------- | ------- |
| 2009    | 2012    | Padre Aparecido | PSDC      |         |